# Wietnamczycy w Europie
Wietnamczycy w Europie (europejscy Wietnamczycy) – grupa ludzi żyjących w Europie pochodzenia wietnamskiego. Najwięcej Wietnamczyków przebywa we Francji (ok. 500 tys. – Wietnam był kolonią francuską), Niemczech (ok. 100 tys.) i Polsce (ok. 50 tys.). Duże skupiska ludności wietnamskiej są także w Austrii, Wielkiej Brytanii, Szwecji, Finlandii, Belgii i Norwegii.